# Ballyjamesduff
Ballyjamesduff, irisch Baile Shéamais Dhuibh (deutsch: Heimstatt des schwarzen Séamas) ist ein Dorf im Osten des County Cavan in der Republik Irland. Bei der Volkszählung 2022 hatte sie 2917 Einwohner. Die Anzahl der Einwohner hat sich seit 1996 nahezu vervierfacht.

## Lage und Verkehrsverbindung
Ballyjamesduff liegt etwa 20 Kilometer südöstlich von Cavan an der Kreuzung der R194 und der R196. Durch den Ort fließt der Mountnugent. Nordöstlich des Ortes liegen die Nadreegeel Loughs, zwei Seen. Westlich der Siedlung befindet sich der Ballyjamesduff Airstrip (ICAO-Code: EIBJ).

## Geschichte
1731 wurde Ballyjamesduff erstmals in The Registry of Deeds erwähnt. Es geht zurück als Wechselstation und soll früher Béal Átha a’ Seiscinn Duibh geheißen haben (deutsch: Zugang zur Furt in der schwarzen Marsch). Der heutige Ortsname nimmt vermutlich Bezug auf James Duff, 2. Earl Fife.
1966 und 1967 wurde Ballyjamesduff mit dem Titel der Tidiest town in Ireland ausgezeichnet.

## Sehenswürdigkeiten
- Der Oghamstein von Dungummin etwa fünf Kilometer südlich von Ballyjamesduff an der Straße nach Oldcastle
- Das 1996 begründete Cavan County Museum befindet sich im früheren Konvent von St. Clare. Es zeigt Ausstellungsstücke aus der näheren Umgebung.
- Das vom Architekten Arthur McClean 1815 errichtete Market House enthält Erinnerungsstücke des Duke of Wellington aus der Schlacht von Waterloo.
- Die anglikanische Christ Church und die anglikanische Dreifaltigkeitskirche

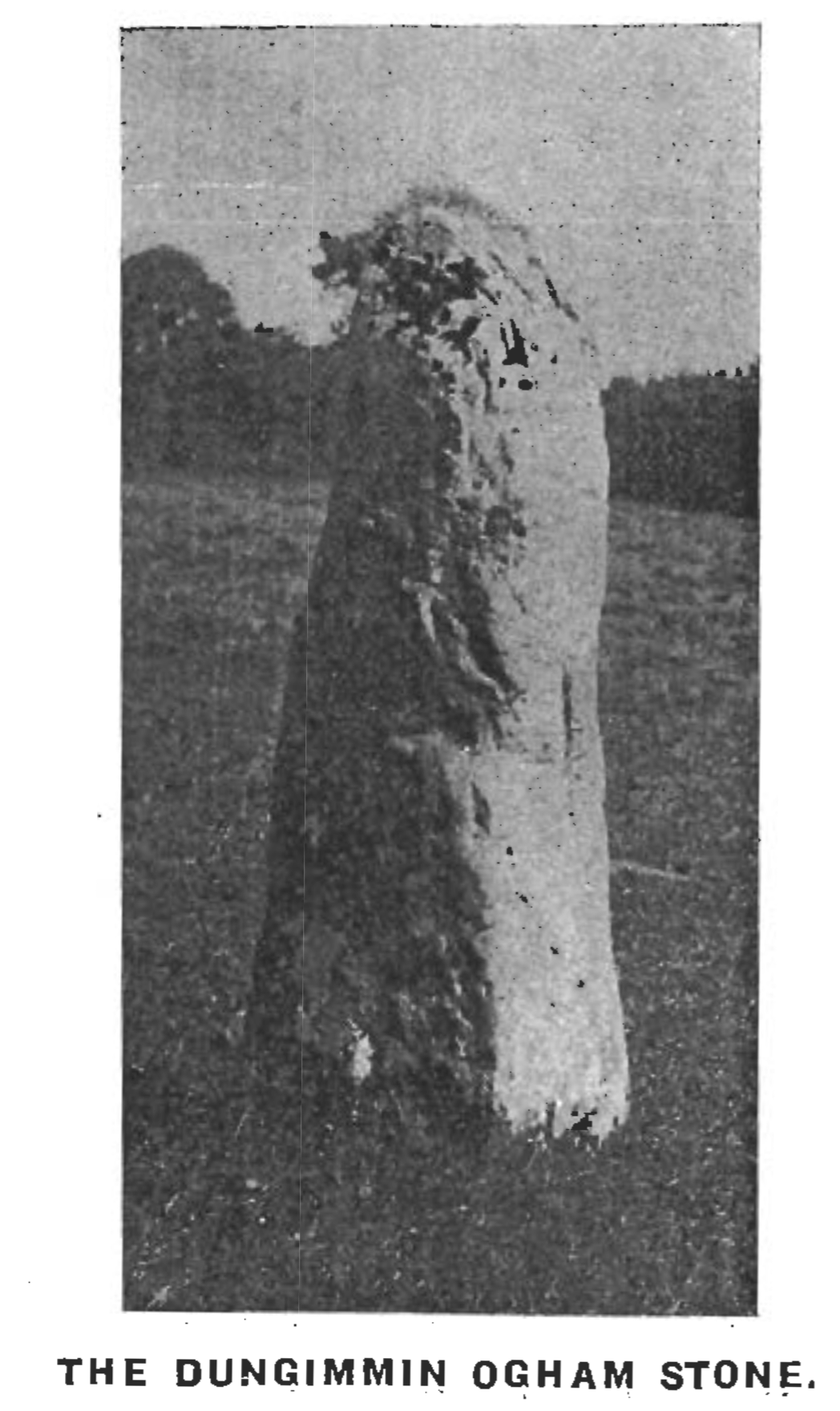
Oghamstein von Dungummin
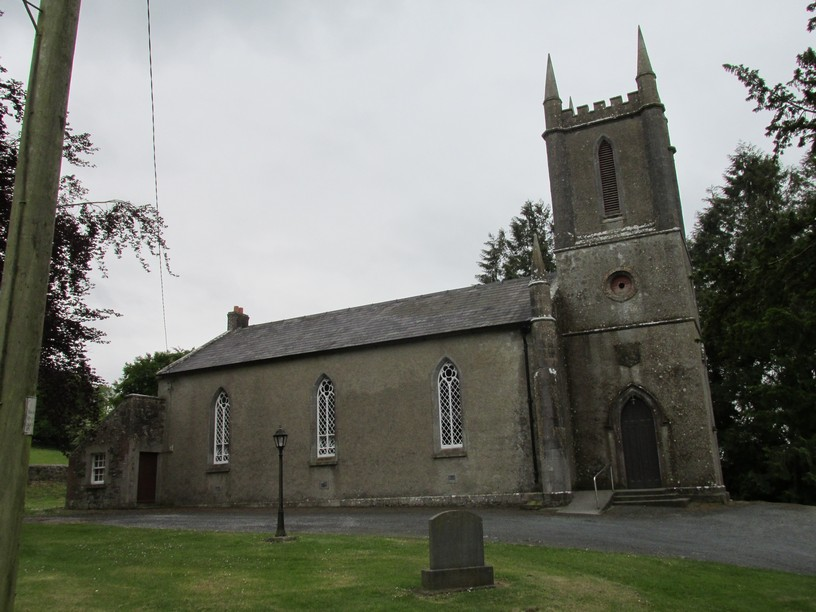
Christuskirche
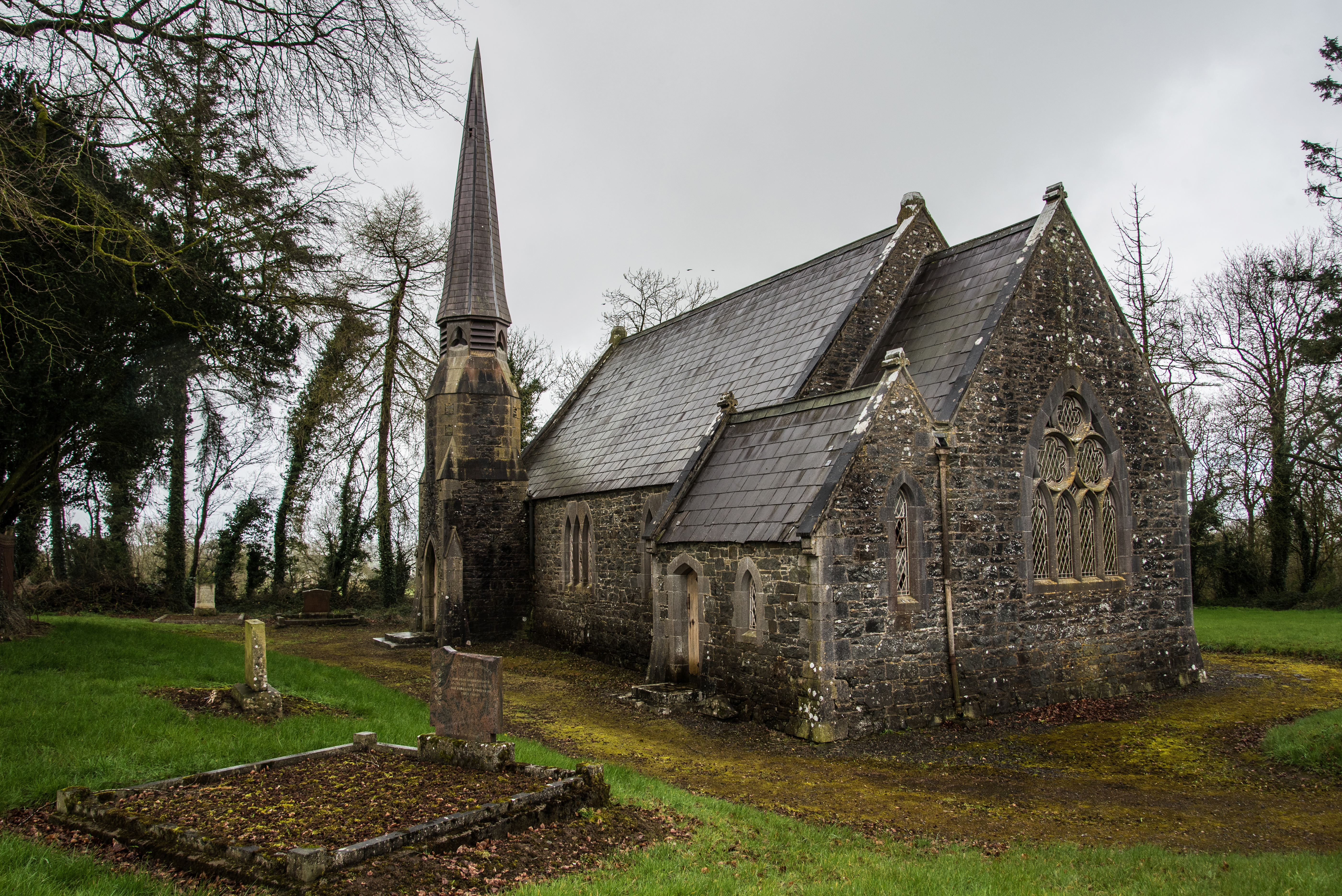
Dreifaltigkeitskirche
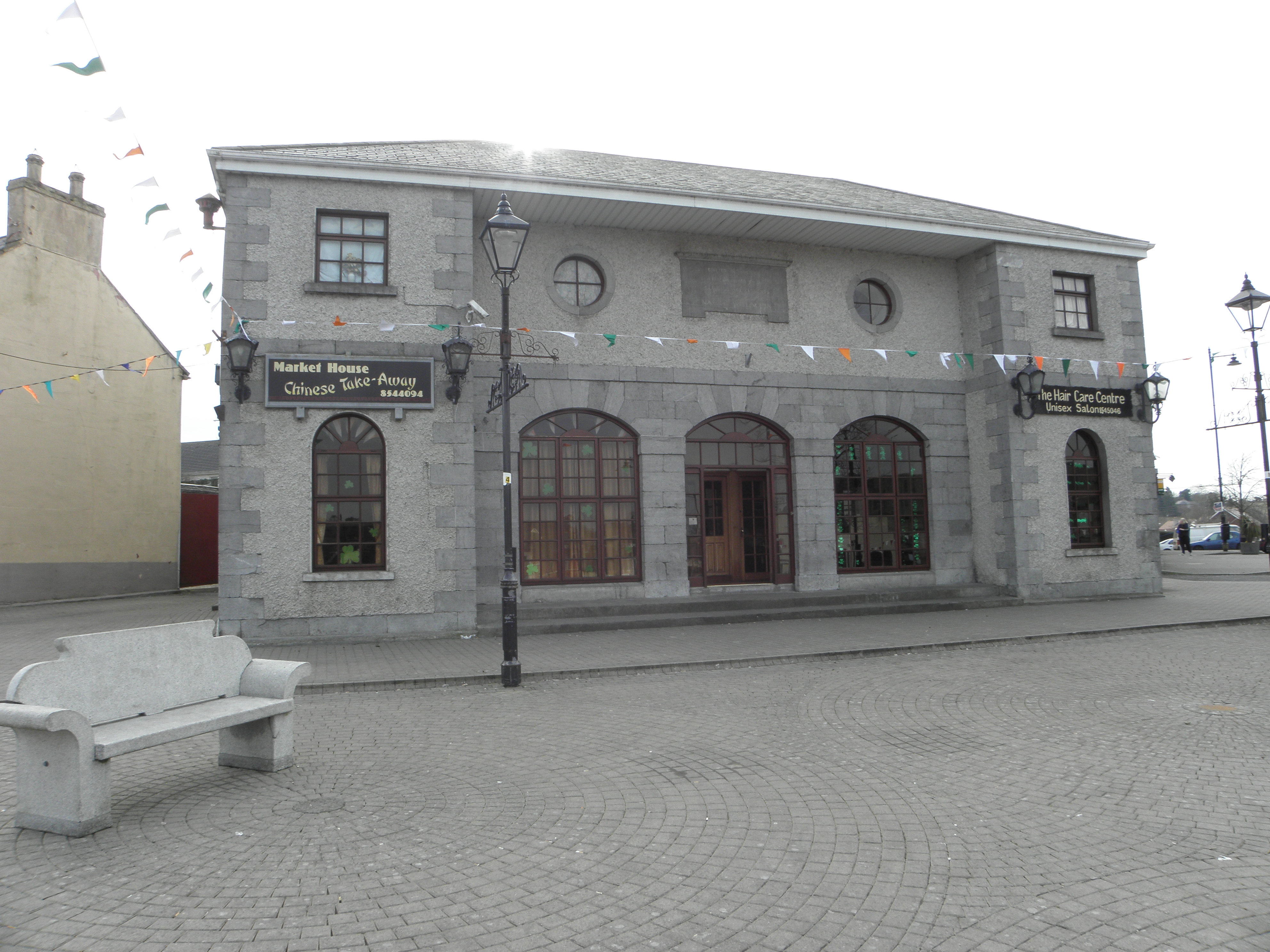
Market House von Ballyjamesduff
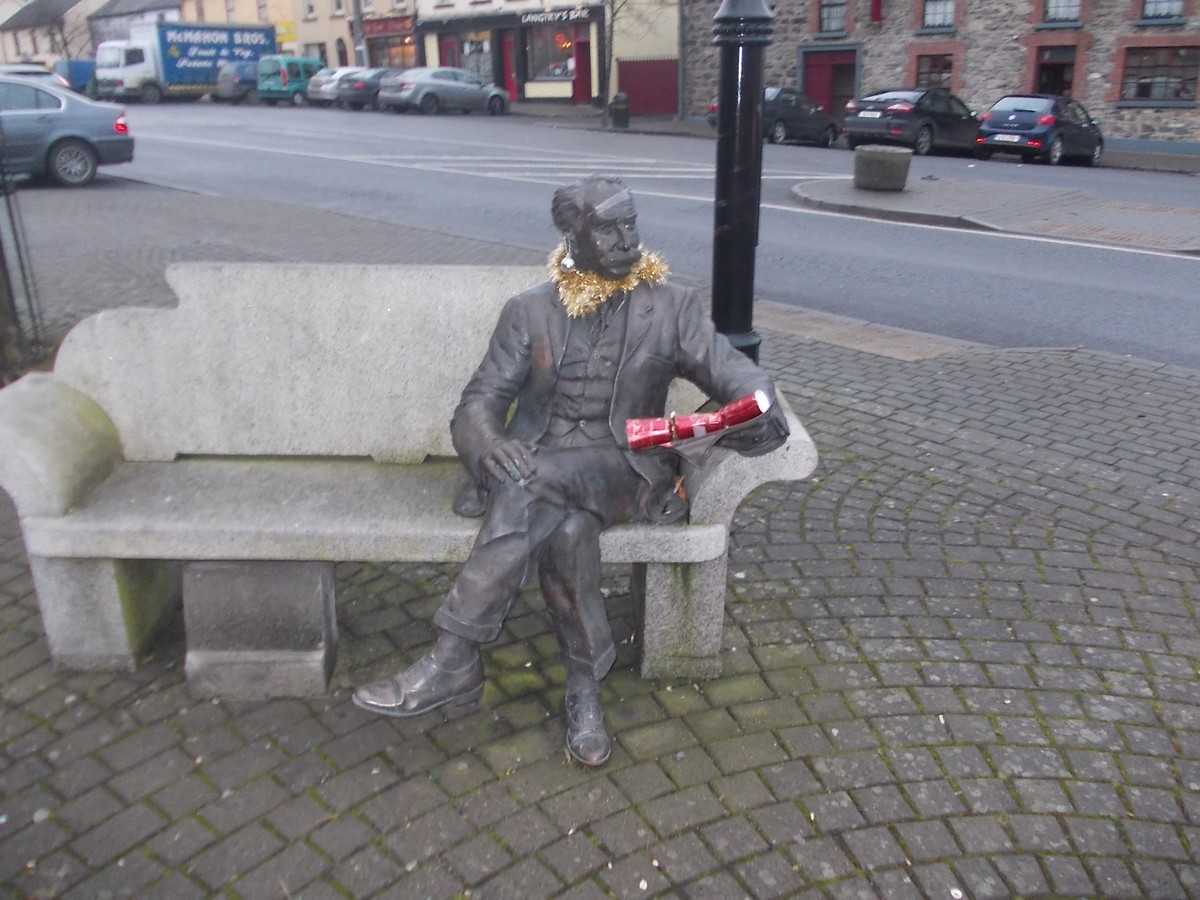
Statue von Percy French am Market House

## Wirtschaft
Ballyjamesduff liegt inmitten einer landwirtschaftlich geprägten Region. Liffey Meats betreibt hier eine Lebensmittelfabrikation.

## Persönlichkeiten
- Marcus Daly (1841–1900), Unternehmer („Kupferkönig von Montana“)
- Stanislaus Lynch (1907–1983), Dichter und Teilnehmer an den Olympischen Sommerspielen 1948, 1972 für den Literaturnobelpreis nominiert
- Patrick Martin Cusack (genannt: Pete Briquette, * 1954), Bassist der Boomtown Rats
- Ronan Lee (* 1976), irisch-australischer Politiker und Medienwissenschaftler
- Kathryn Reilly (* 1988), Senatorin und Politikerin der Sinn Féin